# Томас Голдинґ
Томас Дж. Голдинґ (англ. Thomas J. Holding; 25 січня 1880 — 4 травня 1929) — актор театру і кіно, який народився у Великій Британії.

## Біографія
Народившись в Англії в 1880 році, Голдинґ, ймовірно, мав велику сценічну кар'єру у своїй рідній Британії до прибуття до Сполучених Штатів. Він був популярний в американських німих фільмах у роки Першої світової війни. Перші його ролі були в декількох фільмах, де він був партнером з акторкою Полін Фредерік.
Голдинґ помер у 1929 р. від серцевого нападу в своїй гримерці під час вистави на Бродвеї згідно з повідомленням у виданні Variety від 8 травня 1929 р..

## Вибіркова фільмографія

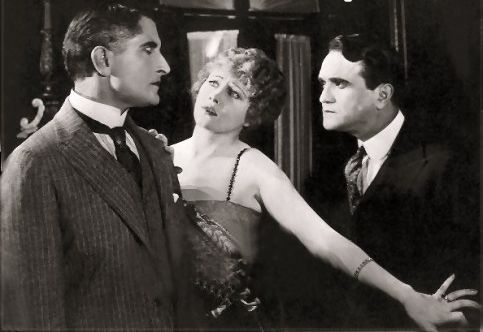
Томас Голдинґ, Анна Нільссон і Франклін Фарнум у фільмі The Vanity Pool (1918).

- The Eternal City (1915)
- Sold (1915)
- The White Pearl (1915)
- Bella Donna (1915)
- Lydia Gilmore (1915)
- The Spider (1916)
- The Moment Before (1916)
- Silks and Satins (1916)
- Redeeming Love (1916)
- The Great White Trail (1917)
- Her Fighting Chance (1917)
- Magda (1917)
- Daughter of Destiny (1917)
- The Dream Lady (1918)
- The Vanity Pool (1918)
- The Lady of Red Butte (1919)
- One Week of Life (1919)
- The Peace of Roaring River (1919)
- Her Kingdom of Dreams (1919)
- The Lone Wolf's Daughter (1919)
- A Woman Who Understood (1920)
- The Honey Bee (1920)
- The Woman in His House (1920)
- Sacred and Profane Love (1921)
- Without Benefit of Clergy (1921)
- The Lure of Jade (1921)
- 1921 — Три мушкетери / The Three Musketeers
- Rose o' the Sea (1922)
- The Trouper (1922)
- Ruggles of Red Gap (1923)
- 1923 — Сватання Майлза Стендіша / The Courtship of Miles Standish
- The White Monkey (1925)
- One Way Street (1925)
- The Untamed Lady (1926)
- 1927 — Гніздо / The Nest
- Satan and the Woman (1928)